# 楊凡
楊凡（Yang Fan，1947年10月14日—），男，生於湖北漢口（今湖北省武漢市），成長於台灣及香港兩地，電影導演、監製、編劇、美術指導、作家及攝影家。因父親為國民黨人，5歲時舉家移民台灣，17歲到香港。楊凡执导的电影早期以唯美拍攝的女性题材为主。後期則一直被电影界赋予強烈的男體凝視。楊凡的電影作品同時亦備受學術及電影文化界關注及研究。
1980年代到1990年代初拍摄过的电影大多以揣摩女性角度为主，旗下女主角无论是张艾嘉、张曼玉，还是钟楚红和郑裕玲，都有淡淡的悲情意味。1990年代末开始，杨凡的电影开始转向異色题材，与王家卫、林青霞、葉蒨文、亦舒、甘国亮、陈果、林子祥等电影人分属好友。

## 生平
楊凡本名曼石，少年時曾以筆名「平凡」投稿，後來去掉平以單字凡作別稱。父親為國民黨員，美國留學回國之後踏入銀行業，1949年來到香港經營農場，生於漢口特別市的楊凡移居香港時才兩歲。唯港英政府不承認父親的美國學歷，於是在香港待了4年，便舉家搬到台北開雜貨店，最終父親得到東海大學教職，全家落戶台中大度山。楊凡的小學、初中都在台中眷村度過。祖籍湖南衡山，高中就讀臺中一中。
1964年，父親欲回香港，命16歲的楊凡回港唸書，順道探路。1968年楊凡赴美修讀電影。遊學美國、法國及英國六年後，於1973年回香港，创立了花生映社有限公司，發行多部法國電影，其中包括《故夢》、《秋水伊人》、《天堂的孩子們》、《鈕扣戰爭》、《紅氣球》等經典作品，同時亦成立「楊凡映室」，成為香港時裝及人物知名攝影家。其攝影作品曾發表於中外各大雜誌，並出版《一個攝影師鏡下的巴黎–1978》、《少年遊–1980》、《西藏行–1981》、《楊凡十年–1983》及《美麗傳奇–1991》等攝影集。其后尝试加入电影圈，并自编自导多部电影作品。
1984年首次執導，作品是《少女日記》。兩年後，他將亦舒的小說《玫瑰的故事》改編為電影，由張曼玉、周潤發主演，在當時獲得極大迴響。隨後他執導《海上花》《意亂情迷》《流金歲月》《新同居時代》《祝福》。他曾持有張大千1982年創作的潑墨畫《桃源圖》，在台北國立歷史博物館的〈張大千書畫展〉過後，便一直收藏於名下的畫廊「謫仙館」，為改編亦舒的小說《流金歲月》為電影，1987年5月在香港蘇富比拍賣，作價187萬港元，並打破當年張大千本人及中國近代畫拍賣紀錄，全數收益用作《流金歲月》的製作費。
《新同居時代》（1993年）之後，楊凡開始拍攝非主流題材，取材於社會邊緣人物。1995年在新加坡拍攝的異色電影《三画二郎情》（港譯《妖街皇后》）開啟亞洲變性人電影之先河。 1998年的《美少年の戀》，以同性之戀以其唯美風格聞名，部份劇情取自1995年警鴨案醜聞，這部片為此在香港評價兩極，但也受到了國際影展的注目。影片參加柏林、多倫多等… 超過五十多個國際電影節，並奪得米蘭國際同志電影節之最佳電影(1999)。這部片同時開啓了吳彥祖的演藝之路。
2001年《遊園驚夢》為宮澤里惠奪得莫斯科影后更帶來其演藝事業第二個高峯，影片也同時獲得「特別推薦獎」。 該片同時被《時代週刊》特選為世界十大最佳影片，並且榮獲了第21屆香港電影金像獎最佳服裝造型設計獎。
隨後執導的電影都入圍各大電影節，包括《鳳冠情事》在2003年參加第60屆威尼斯影展；《桃色》於2005年入選第55屆柏林影展電影大觀單元。《淚王子》於2009年入選第66屆威尼斯影展正式競賽單元。
2011年三月，楊凡擔任香港第5屆亞洲電影大獎評審團主席，並年同年五月擔任雪梨影展評審。
2011年十月，楊凡擔任第十六屆釜山國際電影節新潮流單元的評審主席。該電影節同時舉辦導演電影回顧展，放映了楊凡1980年代到2000年代的七部作品。
2017年擔任第74屆威尼斯影展正式競賽單元評審。
2019年，楊凡耗盡七年心血，成就首部自編自導的動畫電影《繼園臺七號》，入選第76屆威尼斯影展正式競賽單元並贏得最佳劇本獎。成為首部獲得威尼斯影展的華語動畫電影。

## 作品
- 1984年 《少女日記》 演員：鄧浩光、吳美枝
- 1985年 《玫瑰的故事》 演員：張堅庭、張曼玉、張耀揚、周潤發
- 1986年 《海上花》 演員：張艾嘉、姚煒、鶴見辰吾
- 1987年 《意亂情迷》 演員：張學友、鍾楚紅
- 1988年 《流金歲月》 演員：張曼玉、鍾楚紅、鶴見辰吾[25]
- 1990年 《祝福》 演員：鄭裕玲、葉蘊儀、秦汉、陳奕詩、李家聲、曾江
- 1993年 《新同居時代》演員：張艾嘉、吳倩蓮、張曼玉、林海峰、吳奇隆、趙文瑄
- 1995年 《妖街皇后》演員：姚志麗、林偉亮、胡森林、余健順

- 1998年 《美少年の戀》 演員：馮德倫、吳彦祖、舒淇、曾江、焦姣、尹子維
- 2001年 《遊園驚夢》 演員：宫澤理惠、王祖賢、吳彦祖
- 2003年 《鳳冠情事》演員：張繼清、王芳、趙文林
- 2004年 《桃色》 演員：章小蕙、松坂慶子、河利秀、Sho、吳嘉龍
- 2009年 《淚王子》演員：張孝全、范植偉、關穎、朱璇
- 2013年 《律》演員：林為林
- 2019年 《繼園臺七號》(動畫)配音演員：張艾嘉、趙薇、林德信、吳彥祖

## 外部連結
- 楊凡工作室官方網頁 （页面存档备份，存于）
- 獨立製片的導演楊凡
- 楊凡在香港影庫上的簡介